# Daft Punk/Diskografie
Diese Diskografie ist eine Übersicht über die musikalischen Werke der französischen French-House-Band Daft Punk. Den Quellenangaben und Schallplattenauszeichnungen zufolge hat sie bisher mehr als 92,7 Millionen Tonträger verkauft, davon alleine in ihrer Heimat über 5,1 Millionen. Ihre erfolgreichste Veröffentlichung ist die Single Starboy mit über 24,5 Millionen verkauften Einheiten.

## Alben

### Studioalben
| Jahr | Titel Musiklabel                               | Höchstplatzierung, Gesamtwochen, AuszeichnungChartplatzierungen (Jahr, Titel, Musiklabel, Platzierungen, Wochen, Auszeichnungen, Anmerkungen) | Höchstplatzierung, Gesamtwochen, AuszeichnungChartplatzierungen (Jahr, Titel, Musiklabel, Platzierungen, Wochen, Auszeichnungen, Anmerkungen) | Höchstplatzierung, Gesamtwochen, AuszeichnungChartplatzierungen (Jahr, Titel, Musiklabel, Platzierungen, Wochen, Auszeichnungen, Anmerkungen) | Höchstplatzierung, Gesamtwochen, AuszeichnungChartplatzierungen (Jahr, Titel, Musiklabel, Platzierungen, Wochen, Auszeichnungen, Anmerkungen) | Höchstplatzierung, Gesamtwochen, AuszeichnungChartplatzierungen (Jahr, Titel, Musiklabel, Platzierungen, Wochen, Auszeichnungen, Anmerkungen) | Höchstplatzierung, Gesamtwochen, AuszeichnungChartplatzierungen (Jahr, Titel, Musiklabel, Platzierungen, Wochen, Auszeichnungen, Anmerkungen) | Anmerkungen                                                  |
| Jahr | Titel Musiklabel                               | DE | AT | CH | UK | US | FR | Anmerkungen                                                  |
| ---- | ---------------------------------------------- | --- | --- | --- | --- | --- | --- | ------------------------------------------------------------ |
| 1997 | Homework Daft Trax • Virgin Records (EMI)      | DE44 (19 Wo.)DE | AT34 (16 Wo.)AT | CH33 a (3 Wo.)CH | UK8 Platin · (41 Wo.)UK | US150 Gold · (19 Wo.)US | FR3 Platin · (104 Wo.)FR | Erstveröffentlichung: 20. Januar 1997 Verkäufe: + 2.000.000  |
| 2001 | Discovery Virgin Records (EMI)                 | DE5 Gold · (26 Wo.)DE | AT6 (19 Wo.)AT | CH6 Gold · (29 Wo.)CH | UK2 ×2Doppelplatin · (61 Wo.)UK | US23 Gold · (30 Wo.)US | FR2 ×3Dreifachplatin · (128 Wo.)FR | Erstveröffentlichung: 26. Februar 2001 Verkäufe: + 3.090.000 |
| 2005 | Human After All Virgin Records (EMI)           | DE38 (6 Wo.)DE | AT23 (7 Wo.)AT | CH8 (8 Wo.)CH | UK10 Gold · (5 Wo.)UK | US98 (1 Wo.)US | FR3 ×2Doppelgold · (37 Wo.)FR | Erstveröffentlichung: 9. März 2005 Verkäufe: + 300.000       |
| 2013 | Random Access Memories Columbia Records (Sony) | DE1 ×3Dreifachgold · (39 Wo.)DE | AT1 ×2Doppelplatin · (42 Wo.)AT | CH1 Platin · (85 Wo.)CH | UK1 ×2Doppelplatin · (44 Wo.)UK | US1 ×2Doppelplatin · (54 Wo.)US | FR1 ×2Doppeldiamant · (169 Wo.)FR | Erstveröffentlichung: 17. Mai 2013 Verkäufe: + 5.107.403     |

### Livealben
| Jahr | Titel Musiklabel                            | Höchstplatzierung, Gesamtwochen, AuszeichnungChartplatzierungen (Jahr, Titel, Musiklabel, Platzierungen, Wochen, Auszeichnungen, Anmerkungen) | Höchstplatzierung, Gesamtwochen, AuszeichnungChartplatzierungen (Jahr, Titel, Musiklabel, Platzierungen, Wochen, Auszeichnungen, Anmerkungen) | Höchstplatzierung, Gesamtwochen, AuszeichnungChartplatzierungen (Jahr, Titel, Musiklabel, Platzierungen, Wochen, Auszeichnungen, Anmerkungen) | Höchstplatzierung, Gesamtwochen, AuszeichnungChartplatzierungen (Jahr, Titel, Musiklabel, Platzierungen, Wochen, Auszeichnungen, Anmerkungen) | Höchstplatzierung, Gesamtwochen, AuszeichnungChartplatzierungen (Jahr, Titel, Musiklabel, Platzierungen, Wochen, Auszeichnungen, Anmerkungen) | Höchstplatzierung, Gesamtwochen, AuszeichnungChartplatzierungen (Jahr, Titel, Musiklabel, Platzierungen, Wochen, Auszeichnungen, Anmerkungen) | Anmerkungen                                                 |
| Jahr | Titel Musiklabel                            | DE | AT | CH | UK | US | FR | Anmerkungen                                                 |
| ---- | ------------------------------------------- | --- | --- | --- | --- | --- | --- | ----------------------------------------------------------- |
| 2001 | Alive 1997 Daft Life • Virgin Records (EMI) | — | — | — | — | — | FR25 (7 Wo.)FR | Erstveröffentlichung: 1. Oktober 2001                       |
| 2007 | Alive 2007 Virgin Records (EMI)             | — | — | CH17 (18 Wo.)CH | UK86 Silber · (2 Wo.)UK | US169 (3 Wo.)US | FR2 ×2Doppelplatin · (83 Wo.)FR | Erstveröffentlichung: 14. November 2007 Verkäufe: + 325.000 |

### Kompilationen
| Jahr | Titel Musiklabel                                          | Höchstplatzierung, Gesamtwochen, AuszeichnungChartplatzierungen (Jahr, Titel, Musiklabel, Platzierungen, Wochen, Auszeichnungen, Anmerkungen) | Höchstplatzierung, Gesamtwochen, AuszeichnungChartplatzierungen (Jahr, Titel, Musiklabel, Platzierungen, Wochen, Auszeichnungen, Anmerkungen) | Höchstplatzierung, Gesamtwochen, AuszeichnungChartplatzierungen (Jahr, Titel, Musiklabel, Platzierungen, Wochen, Auszeichnungen, Anmerkungen) | Höchstplatzierung, Gesamtwochen, AuszeichnungChartplatzierungen (Jahr, Titel, Musiklabel, Platzierungen, Wochen, Auszeichnungen, Anmerkungen) | Höchstplatzierung, Gesamtwochen, AuszeichnungChartplatzierungen (Jahr, Titel, Musiklabel, Platzierungen, Wochen, Auszeichnungen, Anmerkungen) | Höchstplatzierung, Gesamtwochen, AuszeichnungChartplatzierungen (Jahr, Titel, Musiklabel, Platzierungen, Wochen, Auszeichnungen, Anmerkungen) | Anmerkungen                                            |
| Jahr | Titel Musiklabel                                          | DE | AT | CH | UK | US | FR | Anmerkungen                                            |
| ---- | --------------------------------------------------------- | --- | --- | --- | --- | --- | --- | ------------------------------------------------------ |
| 2001 | Homework / Discovery Virgin Records (EMI)                 | — | — | — | — | — | FR83 (24 Wo.)FR | Erstveröffentlichung: 15. Oktober 2001                 |
| 2006 | Musique Vol. 1 1993–2005 Daft Life • Virgin Records (EMI) | DE90 (2 Wo.)DE | — | CH36 (6 Wo.)CH | UK34 Gold · (8 Wo.)UK | — | FR127 (7 Wo.)FR | Erstveröffentlichung: 6. März 2006 Verkäufe: + 100.000 |

Frontcover zu Musique Vol. 1

### Remixalben
| Jahr | Titel Musiklabel                                    | Höchstplatzierung, Gesamtwochen, AuszeichnungChartplatzierungen (Jahr, Titel, Musiklabel, Platzierungen, Wochen, Auszeichnungen, Anmerkungen) | Höchstplatzierung, Gesamtwochen, AuszeichnungChartplatzierungen (Jahr, Titel, Musiklabel, Platzierungen, Wochen, Auszeichnungen, Anmerkungen) | Höchstplatzierung, Gesamtwochen, AuszeichnungChartplatzierungen (Jahr, Titel, Musiklabel, Platzierungen, Wochen, Auszeichnungen, Anmerkungen) | Höchstplatzierung, Gesamtwochen, AuszeichnungChartplatzierungen (Jahr, Titel, Musiklabel, Platzierungen, Wochen, Auszeichnungen, Anmerkungen) | Höchstplatzierung, Gesamtwochen, AuszeichnungChartplatzierungen (Jahr, Titel, Musiklabel, Platzierungen, Wochen, Auszeichnungen, Anmerkungen) | Höchstplatzierung, Gesamtwochen, AuszeichnungChartplatzierungen (Jahr, Titel, Musiklabel, Platzierungen, Wochen, Auszeichnungen, Anmerkungen) | Anmerkungen                                                       |
| Jahr | Titel Musiklabel                                    | DE | AT | CH | UK | US | FR | Anmerkungen                                                       |
| ---- | --------------------------------------------------- | --- | --- | --- | --- | --- | --- | ----------------------------------------------------------------- |
| 2003 | Daft Club Daft Life • Virgin Records (EMI)          | — | — | CH69 b (1 Wo.)CH | — | — | FR130 (6 Wo.)FR | Erstveröffentlichung: 28. November 2003                           |
| 2006 | Human After All: Remixes Walt Disney Records (EMI)  | — | — | — | — | — | — | Erstveröffentlichung: 29. März 2006 Veröffentlichung nur in Japan |
| 2011 | Tron: Legacy R3conf1gur3d Walt Disney Records (EMI) | — | — | — | UK59 (1 Wo.)UK | US16 (7 Wo.)US | — | Erstveröffentlichung: 4. April 2011                               |
| 2022 | Homework – Remixes Daft Life (ADA)                  | — | — | — | — | — | FR28 (5 Wo.)FR | Erstveröffentlichung: 22. Februar 2022                            |

### Soundtracks
| Jahr | Titel Musiklabel                       | Höchstplatzierung, Gesamtwochen, AuszeichnungChartplatzierungen (Jahr, Titel, Musiklabel, Platzierungen, Wochen, Auszeichnungen, Anmerkungen) | Höchstplatzierung, Gesamtwochen, AuszeichnungChartplatzierungen (Jahr, Titel, Musiklabel, Platzierungen, Wochen, Auszeichnungen, Anmerkungen) | Höchstplatzierung, Gesamtwochen, AuszeichnungChartplatzierungen (Jahr, Titel, Musiklabel, Platzierungen, Wochen, Auszeichnungen, Anmerkungen) | Höchstplatzierung, Gesamtwochen, AuszeichnungChartplatzierungen (Jahr, Titel, Musiklabel, Platzierungen, Wochen, Auszeichnungen, Anmerkungen) | Höchstplatzierung, Gesamtwochen, AuszeichnungChartplatzierungen (Jahr, Titel, Musiklabel, Platzierungen, Wochen, Auszeichnungen, Anmerkungen) | Höchstplatzierung, Gesamtwochen, AuszeichnungChartplatzierungen (Jahr, Titel, Musiklabel, Platzierungen, Wochen, Auszeichnungen, Anmerkungen) | Anmerkungen                                                |
| Jahr | Titel Musiklabel                       | DE | AT | CH | UK | US | FR | Anmerkungen                                                |
| ---- | -------------------------------------- | --- | --- | --- | --- | --- | --- | ---------------------------------------------------------- |
| 2010 | Tron: Legacy Walt Disney Records (EMI) | DE17 (16 Wo.)DE | AT14 (9 Wo.)AT | CH21 (24 Wo.)CH | UK39 Gold · (12 Wo.)UK | US4 Gold · (33 Wo.)US | FR25 Gold · (35 Wo.)FR | Erstveröffentlichung: 6. Dezember 2010 Verkäufe: + 778.398 |

## Singles

### Als Leadmusiker
| Jahr | Titel Album                                              | Höchstplatzierung, Gesamtwochen, AuszeichnungChartplatzierungen (Jahr, Titel, Album, Platzierungen, Wochen, Auszeichnungen, Anmerkungen) | Höchstplatzierung, Gesamtwochen, AuszeichnungChartplatzierungen (Jahr, Titel, Album, Platzierungen, Wochen, Auszeichnungen, Anmerkungen) | Höchstplatzierung, Gesamtwochen, AuszeichnungChartplatzierungen (Jahr, Titel, Album, Platzierungen, Wochen, Auszeichnungen, Anmerkungen) | Höchstplatzierung, Gesamtwochen, AuszeichnungChartplatzierungen (Jahr, Titel, Album, Platzierungen, Wochen, Auszeichnungen, Anmerkungen) | Höchstplatzierung, Gesamtwochen, AuszeichnungChartplatzierungen (Jahr, Titel, Album, Platzierungen, Wochen, Auszeichnungen, Anmerkungen) | Höchstplatzierung, Gesamtwochen, AuszeichnungChartplatzierungen (Jahr, Titel, Album, Platzierungen, Wochen, Auszeichnungen, Anmerkungen) | Anmerkungen                                                                             |
| Jahr | Titel Album                                              | DE | AT | CH | UK | US | FR | Anmerkungen                                                                             |
| --- | -------------------------------------------------------- | --- | --- | --- | --- | --- | --- | --------------------------------------------------------------------------------------- |
| 1994 | The New Wave –                                           | — | — | — | — | — | — | Erstveröffentlichung: 11. April 1994                                                    |
| 1995 | Da Funk Homework                                         | — | — | — | UK7 Silber · (5 Wo.)UK | — | FR7 Gold · (18 Wo.)FR | Erstveröffentlichung: 8. Mai 1995 Verkäufe: + 325.000                                   |
| 1996 | Indo Silver Club Homework                                | — | — | — | — | — | — | Erstveröffentlichung: 26. Februar 1996                                                  |
| 1997 | Around the World Homework                                | DE16 (16 Wo.)DE | AT15 (11 Wo.)AT | CH14 (16 Wo.)CH | UK5 Platin · (8 Wo.)UK | US61 (20 Wo.)US | FR5 Gold · (30 Wo.)FR | Erstveröffentlichung: 17. März 1997 Verkäufe: + 860.000                                 |
| 1997 | Burnin’ Homework                                         | — | — | — | UK30 (2 Wo.)UK | — | FR29 (4 Wo.)FR | Erstveröffentlichung: 11. September 1997                                                |
| 1998 | Revolution 909 Homework                                  | — | — | — | UK47 (2 Wo.)UK | — | FR50 (7 Wo.)FR | Erstveröffentlichung: 16. Februar 1998                                                  |
| 2000 | One More Time Discovery                                  | DE7 Gold · (29 Wo.)DE | AT7 (21 Wo.)AT | CH6 Gold · (32 Wo.)CH | UK2 ×2Doppelplatin · (28 Wo.)UK | US61 (15 Wo.)US | FR1 Gold · (50 Wo.)FR | Erstveröffentlichung: 13. November 2000 Verkäufe: + 2.045.000                           |
| 2001 | Aerodynamic Discovery                                    | — | — | CH46 (9 Wo.)CH | UK97 (2 Wo.)UK | — | FR34 (15 Wo.)FR | Erstveröffentlichung: 26. März 2001                                                     |
| 2001 | Digital Love Discovery                                   | DE85 (5 Wo.)DE | — | CH60 (10 Wo.)CH | UK14 Silber · (9 Wo.)UK | — | FR33 (20 Wo.)FR | Erstveröffentlichung: 29. Mai 2001 Verkäufe: + 200.000                                  |
| 2001 | Harder, Better, Faster, Stronger Discovery               | — | — | CH70 (6 Wo.)CH | UK25 Platin · (6 Wo.)UK | — | FR17 (40 Wo.)FR | Erstveröffentlichung: 13. Oktober 2001 Verkäufe: + 600.000                              |
| 2003 | Face to Face Discovery                                   | — | — | — | — | — | — | Erstveröffentlichung: 10. Oktober 2003                                                  |
| 2003 | Something About Us Discovery                             | — | — | — | — | — | FR93 (2 Wo.)FR | Erstveröffentlichung: 27. Oktober 2003                                                  |
| 2005 | Robot Rock Human After All                               | DE100 (1 Wo.)DE | — | — | UK32 (5 Wo.)UK | — | FR79 (3 Wo.)FR | Erstveröffentlichung: 11. April 2005                                                    |
| 2005 | Technologic Human After All                              | DE82 (3 Wo.)DE | — | CH63 (2 Wo.)CH | UK40 (3 Wo.)UK | — | — | Erstveröffentlichung: 1. Juli 2005                                                      |
| 2005 | Human After All                                          | — | — | — | — | — | FR93 (1 Wo.)FR | Erstveröffentlichung: 21. Oktober 2005                                                  |
| 2006 | Prime Time Of Your Life Human After All                  | — | — | — | — | — | — | Erstveröffentlichung: Februar 2006                                                      |
| 2007 | Harder, Better, Faster, Stronger (Alive 2007) Alive 2007 | — | AT58 (4 Wo.)AT | CH50 (3 Wo.)CH | — | — | FR19 (25 Wo.)FR | Erstveröffentlichung: 15. Oktober 2007                                                  |
| 2010 | Derezzed Tron: Legacy                                    | — | — | — | — | US— GoldUS | FR81 (3 Wo.)FR | Erstveröffentlichung: 8. November 2010 Verkäufe: + 500.000                              |
| 2013 | Get Lucky Random Access Memories                         | DE1 ×5Fünffachgold · (58 Wo.)DE | AT1 Platin · (45 Wo.)AT | CH1 ×3Dreifachplatin · (68 Wo.)CH | UK1 ×4Vierfachplatin · (56 Wo.)UK | US2 ×8Achtfachplatin · (28 Wo.)US | FR1 Diamant · (151 Wo.)FR | Erstveröffentlichung: 15. April 2013 Verkäufe: + 15.157.129; feat. Pharrell Williams    |
| 2013 | Lose Yourself to Dance Random Access Memories            | — | — | CH59 (5 Wo.)CH | UK49 Silber · (5 Wo.)UK | US— PlatinUS | FR31 (48 Wo.)FR | Erstveröffentlichung: 1. Juli 2013 Verkäufe: + 1.385.000; feat. Pharrell Williams       |
| 2013 | Instant Crush Random Access Memories                     | — | — | CH40 (12 Wo.)CH | UK— SilberUK | US— PlatinUS | FR4 Gold · (75 Wo.)FR | Erstveröffentlichung: 22. November 2013 Verkäufe: + 1.566.800; feat. Julian Casablancas |
| 2014 | Giorgio By Moroder Random Access Memories                | — | — | — | — | — | FR54 (4 Wo.)FR | Erstveröffentlichung: 19. Januar 2014                                                   |
| 2014 | Give Life Back to Music Random Access Memories           | — | — | CH58 (1 Wo.)CH | — | — | FR23 (11 Wo.)FR | Erstveröffentlichung: 31. Januar 2014                                                   |
| Folgende Lieder erschienen nicht als Single, wurden aber durch das Album zum Download und Streaming bereitgestellt und konnten somit eine Platzierung erlangen: |                                                          | | | | | | |                                                                                         |
| |                                                          | | | | | | |                                                                                         |
| 2007 | Around the World (Alive 2007) Alive 2007                 | — | — | CH47 (6 Wo.)CH | — | — | — | Charteinstieg: 9. Dezember 2007                                                         |
| 2013 | Contact Random Access Memories                           | — | — | — | — | — | FR46 (2 Wo.)FR | Charteinstieg: 1. Juni 2013                                                             |
| 2013 | Fragments of Time Random Access Memories                 | — | — | — | — | — | FR100 (1 Wo.)FR | Charteinstieg: 1. Juni 2013 feat. Todd Edwards                                          |
| 2023 | Infinity Repeating Random Access Memories                | — | — | — | — | — | FR181 (1 Wo.)FR | Charteinstieg: 19. Mai 2023                                                             |

### Als Gastmusiker
| Jahr | Titel Album              | Höchstplatzierung, Gesamtwochen, AuszeichnungChartplatzierungen (Jahr, Titel, Album, Platzierungen, Wochen, Auszeichnungen, Anmerkungen) | Höchstplatzierung, Gesamtwochen, AuszeichnungChartplatzierungen (Jahr, Titel, Album, Platzierungen, Wochen, Auszeichnungen, Anmerkungen) | Höchstplatzierung, Gesamtwochen, AuszeichnungChartplatzierungen (Jahr, Titel, Album, Platzierungen, Wochen, Auszeichnungen, Anmerkungen) | Höchstplatzierung, Gesamtwochen, AuszeichnungChartplatzierungen (Jahr, Titel, Album, Platzierungen, Wochen, Auszeichnungen, Anmerkungen) | Höchstplatzierung, Gesamtwochen, AuszeichnungChartplatzierungen (Jahr, Titel, Album, Platzierungen, Wochen, Auszeichnungen, Anmerkungen) | Höchstplatzierung, Gesamtwochen, AuszeichnungChartplatzierungen (Jahr, Titel, Album, Platzierungen, Wochen, Auszeichnungen, Anmerkungen) | Anmerkungen                                                                                 |
| Jahr | Titel Album              | DE | AT | CH | UK | US | FR | Anmerkungen                                                                                 |
| ---- | ------------------------ | --- | --- | --- | --- | --- | --- | ------------------------------------------------------------------------------------------- |
| 2016 | Starboy                  | DE3 ×2Doppelplatin · (32 Wo.)DE | AT8 (26 Wo.)AT | CH2 (46 Wo.)CH | UK2 ×5Fünffachplatin · (43 Wo.)UK | US1 ×5Diamant + Fünffachplatin · (30 Wo.)US                                                                                              | FR1 Diamant · (46 Wo.)FR | Erstveröffentlichung: 19. September 2016 Verkäufe: + 24.583.333; The Weeknd feat. Daft Punk |
| 2016 | I Feel It Coming Starboy | DE29 Platin · (27 Wo.)DE | AT23 (26 Wo.)AT | CH7 (37 Wo.)CH | UK9 ×2Doppelplatin · (29 Wo.)UK | US4 ×8Achtfachplatin · (26 Wo.)US | FR1 Diamant · (80 Wo.)FR | Erstveröffentlichung: 18. November 2016 Verkäufe: + 12.383.333; The Weeknd feat. Daft Punk  |

## Videoalben und Musikvideos

### Videoalben
| Jahr | Titel Musiklabel                                                                  | Höchstplatzierung, Gesamtwochen, AuszeichnungChartplatzierungen (Jahr, Titel, Musiklabel, Platzierungen, Wochen, Auszeichnungen, Anmerkungen) | Höchstplatzierung, Gesamtwochen, AuszeichnungChartplatzierungen (Jahr, Titel, Musiklabel, Platzierungen, Wochen, Auszeichnungen, Anmerkungen) | Höchstplatzierung, Gesamtwochen, AuszeichnungChartplatzierungen (Jahr, Titel, Musiklabel, Platzierungen, Wochen, Auszeichnungen, Anmerkungen) | Höchstplatzierung, Gesamtwochen, AuszeichnungChartplatzierungen (Jahr, Titel, Musiklabel, Platzierungen, Wochen, Auszeichnungen, Anmerkungen) | Höchstplatzierung, Gesamtwochen, AuszeichnungChartplatzierungen (Jahr, Titel, Musiklabel, Platzierungen, Wochen, Auszeichnungen, Anmerkungen) | Höchstplatzierung, Gesamtwochen, AuszeichnungChartplatzierungen (Jahr, Titel, Musiklabel, Platzierungen, Wochen, Auszeichnungen, Anmerkungen) | Anmerkungen                                               |
| Jahr | Titel Musiklabel                                                                  | DE | AT | CH | UK | US | FR | Anmerkungen                                               |
| ---- | --------------------------------------------------------------------------------- | --- | --- | --- | --- | --- | --- | --------------------------------------------------------- |
| 1999 | D.A.F.T.: A Story About Dogs, Androids, Firemen and Tomatoes Virgin Records (EMI) | — | — | — | — | — | — | Erstveröffentlichung: 1999                                |
| 2003 | Interstella 5555 – The 5tory of the 5ecret 5tar 5ystem Virgin Records (EMI)       | — | — | — | UK5 (9 Wo.)UK | — | FR— ×3DreifachplatinFR | Erstveröffentlichung: 1. Dezember 2003 Verkäufe: + 60.000 |

### Musikvideos
| Jahr | Titel                                         | Regie                                          |
| ---- | --------------------------------------------- | ---------------------------------------------- |
| 1996 | Da Funk                                       | Spike Jonze                                    |
| 1997 | Around the World                              | Michel Gondry                                  |
| 1997 | Burnin’                                       | Seb Janiak                                     |
| 1998 | Revolution 909                                | Roman Coppola                                  |
| 1999 | Fresh                                         | Daft Punk                                      |
| 2001 | One More Time                                 | Kazuhisa Takenouchi                            |
| 2001 | Aerodynamic                                   | Kazuhisa Takenouchi                            |
| 2001 | Digital Love                                  | Kazuhisa Takenouchi                            |
| 2001 | Harder, Better, Faster, Stronger              | Kazuhisa Takenouchi                            |
| 2003 | Something About Us                            | Kazuhisa Takenouchi                            |
| 2005 | Robot Rock                                    | Daft Punk                                      |
| 2005 | Technologic                                   | Daft Punk                                      |
| 2005 | Television Rules the Nation                   | Daft Punk                                      |
| 2006 | The Prime Time of Your Life                   | Tony Gardner                                   |
| 2006 | Robot Rock (Daft Punk Maximum Overdrive Mix)  | Daft Punk, Cédric Hervet                       |
| 2007 | Harder, Better, Faster, Stronger (Alive 2007) | Olivier Gondry                                 |
| 2010 | Derezzed                                      | Warren Fu                                      |
| 2013 | Get Lucky                                     | Warren Fu                                      |
| 2013 | Lose Yourself to Dance                        | Daft Punk, Warren Fu, Paul Hahn, Cédric Hervet |
| 2013 | Instant Crush                                 | Warren Fu                                      |
| 2016 | Starboy                                       | Grant Singer                                   |
| 2017 | I Feel It Coming                              | Warren Fu                                      |

## Autorenbeteiligungen und Produktionen
Daft Punk als Autor (A) und Produzent (P) in den Charts

| Jahr | Titel Album                        | Höchstplatzierung, Gesamtwochen, AuszeichnungChartplatzierungen (Jahr, Titel, Album, Platzierungen, Wochen, Auszeichnungen, Anmerkungen) | Höchstplatzierung, Gesamtwochen, AuszeichnungChartplatzierungen (Jahr, Titel, Album, Platzierungen, Wochen, Auszeichnungen, Anmerkungen) | Höchstplatzierung, Gesamtwochen, AuszeichnungChartplatzierungen (Jahr, Titel, Album, Platzierungen, Wochen, Auszeichnungen, Anmerkungen) | Höchstplatzierung, Gesamtwochen, AuszeichnungChartplatzierungen (Jahr, Titel, Album, Platzierungen, Wochen, Auszeichnungen, Anmerkungen) | Höchstplatzierung, Gesamtwochen, AuszeichnungChartplatzierungen (Jahr, Titel, Album, Platzierungen, Wochen, Auszeichnungen, Anmerkungen) | Höchstplatzierung, Gesamtwochen, AuszeichnungChartplatzierungen (Jahr, Titel, Album, Platzierungen, Wochen, Auszeichnungen, Anmerkungen) | Anmerkungen |
| Jahr | Titel Album                        | DE | AT | CH | UK | US | FR | Anmerkungen |
| --- | ---------------------------------- | --- | --- | --- | --- | --- | --- | --- |
| 2006 | Touch It A The Big Bang            | DE24 (9 Wo.)DE | AT50 (8 Wo.)AT | CH23 (12 Wo.)CH | UK6 Silber · (7 Wo.)UK | US16 Gold · (23 Wo.)US | — | Erstveröffentlichung: 28. April 2006 Verkäufe: + 705.000; Interpretation: Busta Rhymes                                 |
| 2007 | Stronger A Graduation              | DE17 ×5Fünffachgold · (18 Wo.)DE | AT22 (22 Wo.)AT | CH18 (31 Wo.)CH | UK1 ×4Vierfachplatin · (39 Wo.)UK | US1 Diamant + Platin · (27 Wo.)US | FR33 (22 Wo.)FR | Erstveröffentlichung: 10. August 2007 · Verkäufe: + 16.472.000; + US: Platin (Mastertone) · Interpretation: Kanye West |
| 2013 | Black Skinhead A, P Yeezus         | — | — | — | UK34 Platin · (16 Wo.)UK | US69 ×3Dreifachplatin · (3 Wo.)US | FR105 (2 Wo.)FR | Erstveröffentlichung: 1. Juli 2013 (Promo-Single) Verkäufe: + 3.655.000; Interpretation: Kanye West                    |
| 2014 | Gust of Wind A G I R L             | — | — | — | UK79 (4 Wo.)UK | — | FR32 (14 Wo.)FR | Erstveröffentlichung: 7. Oktober 2014 Interpretation: Pharrell Williams                                                |
| 2015 | Instant Crush A Male               | — | — | — | — | — | FR150 (1 Wo.)FR | Erstveröffentlichung: 24. August 2015 Interpretation: Natalie Imbruglia                                                |
| 2017 | Overnight A Live Vol. 1            | — | — | — | — | — | FR62 (11 Wo.)FR | Erstveröffentlichung: 10. November 2017 Interpretation: Parcels                                                        |
| Folgende Lieder erschienen nicht als Single, wurden aber durch das Album zum Download und Streaming bereitgestellt und konnten somit eine Platzierung erlangen: |                                    | | | | | | | |
| |                                    | | | | | | | |
| 2013 | Daft Punk A PTX, Vol. II           | — | — | — | — | — | FR105 (3 Wo.)FR | Charteinstieg: 16. November 2013 Interpretation: Pentatonix                                                            |
| 2015 | Get Lucky A En attendant l’album … | — | — | — | — | — | FR196 (1 Wo.)FR | Charteinstieg: 12. Dezember 2015 Interpretation: L.E.J.                                                                |

## Promoveröffentlichungen
Promo-Singles

| Jahr | Titel Album                           | Höchstplatzierung, Gesamtwochen, AuszeichnungChartplatzierungen (Jahr, Titel, Album, Platzierungen, Wochen, Auszeichnungen, Anmerkungen) | Höchstplatzierung, Gesamtwochen, AuszeichnungChartplatzierungen (Jahr, Titel, Album, Platzierungen, Wochen, Auszeichnungen, Anmerkungen) | Höchstplatzierung, Gesamtwochen, AuszeichnungChartplatzierungen (Jahr, Titel, Album, Platzierungen, Wochen, Auszeichnungen, Anmerkungen) | Höchstplatzierung, Gesamtwochen, AuszeichnungChartplatzierungen (Jahr, Titel, Album, Platzierungen, Wochen, Auszeichnungen, Anmerkungen) | Höchstplatzierung, Gesamtwochen, AuszeichnungChartplatzierungen (Jahr, Titel, Album, Platzierungen, Wochen, Auszeichnungen, Anmerkungen) | Höchstplatzierung, Gesamtwochen, AuszeichnungChartplatzierungen (Jahr, Titel, Album, Platzierungen, Wochen, Auszeichnungen, Anmerkungen) | Anmerkungen                                                               |
| Jahr | Titel Album                           | DE | AT | CH | UK | US | FR | Anmerkungen                                                               |
| ---- | ------------------------------------- | --- | --- | --- | --- | --- | --- | ------------------------------------------------------------------------- |
| 2014 | Doin’ It Right Random Access Memories | — | — | — | — | US— GoldUS | FR63 (3 Wo.)FR | Erstveröffentlichung: 17. März 2014 Verkäufe: + 540.000; feat. Panda Bear |

## Sonderveröffentlichungen

### Alben
| Jahr | Titel Musiklabel                                                        | Anmerkungen                                                              |
| ---- | ----------------------------------------------------------------------- | ------------------------------------------------------------------------ |
| 2004 | Homework / Discovery / Daft Club EMI Music (EMI)                        | Erstveröffentlichung: 30. September 2004 Teil der „3-CD-Originals“-Reihe |
| 2008 | Musique Vol. 1 1993–2005 / Daft Club / Interstella 5555 EMI Music (EMI) | Erstveröffentlichung: 24. Oktober 2008 Teil der „3-CD-Originals“-Reihe   |

| Jahr | Titel Musiklabel                                                | Anmerkungen                                                                |
| ---- | --------------------------------------------------------------- | -------------------------------------------------------------------------- |
| 2011 | Translucence Walt Disney Records (EMI)                          | Erstveröffentlichung: 16. April 2011 Veröffentlichung im Zuge des RSD 2011 |
| 2011 | Tron: Legacy (Collector’s Digital EP) Walt Disney Records (EMI) | Erstveröffentlichung: 19. April 2011 Teil von Tron: Legacy R3conf1gur3d    |

| Jahr | Titel Musiklabel                                 | Anmerkungen                                                                       |
| ---- | ------------------------------------------------ | --------------------------------------------------------------------------------- |
| 2009 | Alive 2007 / Alive 1997 EMI Music (EMI)          | Erstveröffentlichung: 11. September 2009 Teil der „2-CD-Originals“-Reihe          |
| 2011 | Discovery + Human After All Virgin Records (EMI) | Erstveröffentlichung: 28. Oktober 2011 Teil der „2-Original-Classic-Albums“-Reihe |

### Lieder
| Jahr | Titel Album              | Anmerkungen                                                        |
| ---- | ------------------------ | ------------------------------------------------------------------ |
| 2016 | I Feel It Coming Starboy | Erstveröffentlichung: 25. November 2016 The Weeknd feat. Daft Punk |
| 2016 | Starboy                  | Erstveröffentlichung: 25. November 2016 The Weeknd feat. Daft Punk |

| Jahr | Titel Interpreten                     | Anmerkungen                                     |
| ---- | ------------------------------------- | ----------------------------------------------- |
| 1995 | Get Funky Get Down The Micronauts     | Erstveröffentlichung: 1995                      |
| 1995 | Life Is Sweet The Chemical Brothers   | Erstveröffentlichung: 28. August 1995           |
| 1995 | Disco Cubizm I:Cube                   | Erstveröffentlichung: 1995                      |
| 1996 | Chord Memory Ian Pooley               | Erstveröffentlichung: 1996                      |
| 1996 | Forget About the World Gabrielle      | Erstveröffentlichung: 1996                      |
| 1996 | Get Funky Get Down Micronauts         | Erstveröffentlichung: 1996                      |
| 1997 | Pop Music Clock                       | Erstveröffentlichung: 1997                      |
| 1997 | Mothership Reconnection Scott Grooves | Erstveröffentlichung: 1997                      |
| 2001 | First Time Bombdogs                   | Erstveröffentlichung: 2001                      |
| 2003 | She Wants to Move N.E.R.D             | Erstveröffentlichung: 2003                      |
| 2003 | Outrun Thomas Bangalter               | Erstveröffentlichung: 2003                      |
| 2003 | Into the Groove Madonna               | Erstveröffentlichung: 2003                      |
| 2004 | Take Me Out Franz Ferdinand           | Erstveröffentlichung: 21. Juni 2004             |
| 2005 | Talking All That Jazz Stetsasonic     | Erstveröffentlichung: 2005                      |
| 2005 | Kiss Prince                           | Erstveröffentlichung: 2005                      |
| 2011 | All Night Long Ami Suzuki             | Erstveröffentlichung: 16. Dezember 2011 mit HΛL |
| 2012 | Stylo Gorillaz                        | Erstveröffentlichung: 6. September 2012         |

### Videoalben
| Jahr | Titel Musiklabel                                                           | Anmerkungen |
| ---- | -------------------------------------------------------------------------- | --- |
| 2006 | Musique Vol. 1 1993–2005 (Deluxe Edition) Daft Life • Virgin Records (EMI) | Erstveröffentlichung: Erstveröffentlichung: 6. März 2006 CD + DVD; Verkäufe werden der Kompilation hinzuaddiert |

## Statistik

### Chartauswertung
Die folgenden Tabellen bieten eine Übersicht von Daft Punk in den Album- und Singlecharts. Zu beachten ist, dass bei den Singles nur Interpretationen und keine Autorenbeteiligungen oder Produktionen berücksichtigt wurden.
|                     | DE    | AT    | CH    | UK    | US    | FR     |
| ------------------- | ----- | ----- | ----- | ----- | ----- | ------ |
| Nummer-eins-Alben   | DE1DE | AT1AT | CH1CH | UK1UK | US1US | FR1FR  |
| Top-10-Alben        | DE2DE | AT2AT | CH3CH | UK4UK | US2US | FR5FR  |
| Alben in den Charts | DE6DE | AT5AT | CH8CH | UK8UK | US7US | FR11FR |

|                       | DE    | AT    | CH     | UK     | US    | FR     |
| --------------------- | ----- | ----- | ------ | ------ | ----- | ------ |
| Nummer-eins-Singles   | DE1DE | AT1AT | CH1CH  | UK1UK  | US1US | FR4FR  |
| Top-10-Singles        | DE3DE | AT3AT | CH4CH  | UK6UK  | US3US | FR7FR  |
| Singles in den Charts | DE8DE | AT6AT | CH14CH | UK14UK | US5US | FR24FR |

|                          | DE    | AT    | CH    | UK    | US    | FR    |
| ------------------------ | ----- | ----- | ----- | ----- | ----- | ----- |
| Nummer-eins-Videoalben   | DE—DE | AT—AT | CH—CH | UK—UK | US—US | FR—FR |
| Top-10-Videoalben        | DE—DE | AT—AT | CH—CH | UK1UK | US—US | FR—FR |
| Videoalben in den Charts | DE—DE | AT—AT | CH—CH | UK1UK | US—US | FR—FR |

### Auszeichnungen für Musikverkäufe
| Land/RegionAuszeichnungen für Musikverkäufe (Land/Region, Auszeichnungen, Verkäufe, Quellen) | Silber     | Gold       | Platin         | Diamant       | Verkäufe    | Quellen                     |
| -------------------------------------------------------------------------------------------- | ---------- | ---------- | -------------- | ------------- | ----------- | --------------------------- |
| Australien (ARIA)                                                                            | —          | 5× Gold5   | 39× Platin39   | —             | 2.905.000   | aria.com.au                 |
| Belgien (BRMA)                                                                               | —          | Gold1      | 9× Platin9     | —             | 335.000     | ultratop.be                 |
| Brasilien (PMB)                                                                              | —          | Gold1      | 2× Platin2     | 6× Diamant6   | 1.650.000   | pro-musicabr.org.br         |
| Dänemark (IFPI)                                                                              | —          | 5× Gold5   | 18× Platin18   | —             | 1.045.000   | ifpi.dk                     |
| Deutschland (BVMI)                                                                           | —          | 5× Gold5   | 8× Platin8     | —             | 3.800.000   | musikindustrie.de           |
| Europa (IFPI)                                                                                | —          | —          | 2× Platin2     | —             | (2.000.000) | ifpi.org                    |
| Finnland (IFPI)                                                                              | —          | 2× Gold2   | 5× Platin5     | —             | 270.607     | ifpi.fi                     |
| Frankreich (SNEP)                                                                            | 2× Silber2 | 5× Gold5   | 9× Platin9     | 5× Diamant5   | 4.882.166   | infodisc.fr snepmusique.com |
| Griechenland (IFPI)                                                                          | —          | —          | —              | Diamant1      | 100.000     | Einzelnachweise             |
| Irland (IRMA)                                                                                | —          | —          | Platin1        | —             | 15.000      | irishcharts.ie              |
| Italien (FIMI)                                                                               | —          | 5× Gold5   | 18× Platin18   | —             | 1.165.000   | fimi.it                     |
| Japan (RIAJ)                                                                                 | —          | Gold1      | Platin1        | —             | 300.000     | riaj.or.jp                  |
| Kanada (MC)                                                                                  | —          | 2× Gold2   | 12× Platin12   | 2× Diamant2   | 2.842.000   | musiccanada.com             |
| Mexiko (AMPROFON)                                                                            | —          | 4× Gold4   | 6× Platin6     | 3× Diamant3   | 1.380.000   | amprofon.com.mx             |
| Neuseeland (RMNZ)                                                                            | —          | 3× Gold3   | 29× Platin29   | —             | 845.000     | radioscope.co.nz NZ2        |
| Niederlande (NVPI)                                                                           | —          | 2× Gold2   | —              | —             | 80.000      | nvpi.nl                     |
| Norwegen (IFPI)                                                                              | —          | —          | 6× Platin6     | —             | 180.000     | ifpi.no                     |
| Österreich (IFPI)                                                                            | —          | —          | 3× Platin3     | —             | 60.000      | ifpi.at                     |
| Polen (ZPAV)                                                                                 | —          | Gold1      | 5× Platin5     | Diamant1      | 465.000     | olis.pl                     |
| Portugal (AFP)                                                                               | —          | Gold1      | 13× Platin13   | —             | 135.000     | Einzelnachweise             |
| Schweden (IFPI)                                                                              | —          | —          | 10× Platin10   | —             | 400.000     | sverigetopplistan.se        |
| Schweiz (IFPI)                                                                               | —          | 2× Gold2   | 4× Platin4     | —             | 155.000     | hitparade.ch                |
| Spanien (Promusicae)                                                                         | —          | Gold1      | 12× Platin12   | —             | 680.000     | elportaldemusica.es ES2     |
| Südkorea (KMCA)                                                                              | —          | —          | —              | —             | 15.225      | Einzelnachweise             |
| Vereinigte Staaten (RIAA)                                                                    | —          | 6× Gold6   | 31× Platin31   | 2× Diamant2   | 53.398.398  | riaa.com                    |
| Vereinigtes Königreich (BPI)                                                                 | 6× Silber6 | 3× Gold3   | 26× Platin26   | —             | 15.188.500  | bpi.co.uk                   |
| Insgesamt                                                                                    | 8× Silber8 | 55× Gold55 | 269× Platin269 | 20× Diamant20 |             |                             |